# Спок
Спок (на английски: Spock) е измислен фантастичен герой от телевизионния сериал „Стар Трек: Оригиналният сериал“, анимационния сериал „Стар Трек“, „Стар Трек: Следващото поколение“ и пълнометражните филми:
- Стар Трек: Филмът
- Стар Трек II: Гневът на Хан
- Стар Трек III: В търсене на Спок
- Стар Трек IV: Пътуване към вкъщи
- Стар Трек V: Последната граница
- Стар Трек VI: Неоткритата страна
- Стар Трек XI

## Биография
Спок е роден през 2230 г., в град Ши`Кахр на планетата Вулкан. Баща му е известният вулкански посланик на Земята Сарек, майка му е Аманда Грейсън, учителка от Земята. Служещ десетилетия като изтъкнат офицер на Старфлийт и по-късно като посланик, Спок е вероятно най-известният вулкано-човешки хибрид в историята на „Стар Трек“.
Като малък Спок често бива дразнен от другите деца заради смесената му кръв. Той често е търсил майка си за утеха и за съвет в тези случаи. Като малък Спок е имал домашен любимец от Вулкан, който нарекал И`Чая. Когато е на 7, Спок се налага да премине през изпитанието Каш`Вах в пустинята. По време на този тест за оцеляване, Спок е спасен от един негов братовчед – Селек.